# Гонсалес Гарсиа, Мануэль
Святой Мануэ́ль Гонса́лес Гарси́а (исп. Manuel González García, 25 февраля 1877, Севилья — 4 января 1940, Мадрид) — испанский католический епископ. Ауксилиарий Малаги (1916—1920), епископ Малаги (1920—1935), епископ Паленсии (1935—1940) и титулярный епископ Олимпа (1915—1940). Основал несколько религиозных конгрегаций: «Евхаристические миссионеры Назарета», «Ученики святого Иоанна» и «Дети возмещения ущерба».
Канонизирован папой Франциском в 2016 году.

## Биография
Родился 25 февраля 1877 года в Севилье. Четвёртый из пяти детей Мартина Гонсалеса Лары и Антонии Гарсии. Его отец владел столярной мастерской. У Гонсалеса было два старших брата, Франсиско и Мартин, и младшая сестра Антония. В детстве пел в церковном хоре собора Севильи. В сентябре 1889 года поступил в семинарию Севильи. Преуспевал в учении, его высоко ценили учителя. Получил докторскую степень в богословии и каноническом праве. Присутствовал на юбилее папы Льва XIII в Риме.
Получил сан субдиакона в 1900 году, а вскоре и сан диакона. Рукоположен в священники 21 сентября 1901 года архиепископом Севильи Марсело Спинолой-и-Маэстре, будущим кардиналом и блаженным. Весной 1902 года епископ Спинола определил его священником в приход Сан-Педро-де-Уэльва. Он заботился о местных обездоленных и рабочих, продвигал школы, кормил детей шахтёров. Особенно усердно оказывал помощь нуждающимся зимой 1913 года во время забастовки рабочих.
Весной 1910 года учредил «Учеников Святого Иоанна», которые поклонялись Евхаристии и святому Иоанну; деятельность орден вскоре распространилась по всей Европе. В конце 1912 года Гонсалес Гарсиа отправился в Рим и 28 ноября получил частную аудиенцию у папы Пия X, которого очень заинтересовала его работе и его преданность Евхаристии.
6 декабря 1915 года папа Бенедикт XV назначил его ауксилиарием Малаги и титулярным епископом Олимпа. Его епископская хиротония состоялась 16 января 1916 года. Был назначен епископом Малаги 22 апреля 1920 года и занимал этот пост пока папа Пий XI не назначил его епископом Паленсии 5 августа 1935 года. Пользовался любовью и уважением, в том числе короля Альфонсо XIII, который направил ему следующую телеграмму: «Приветствую с любовью и благоговейно целую пастырский перстень». В Паленсии основал конгрегации «Евхаристические миссионеры Назарета» и «Дети возмещения ущерба».

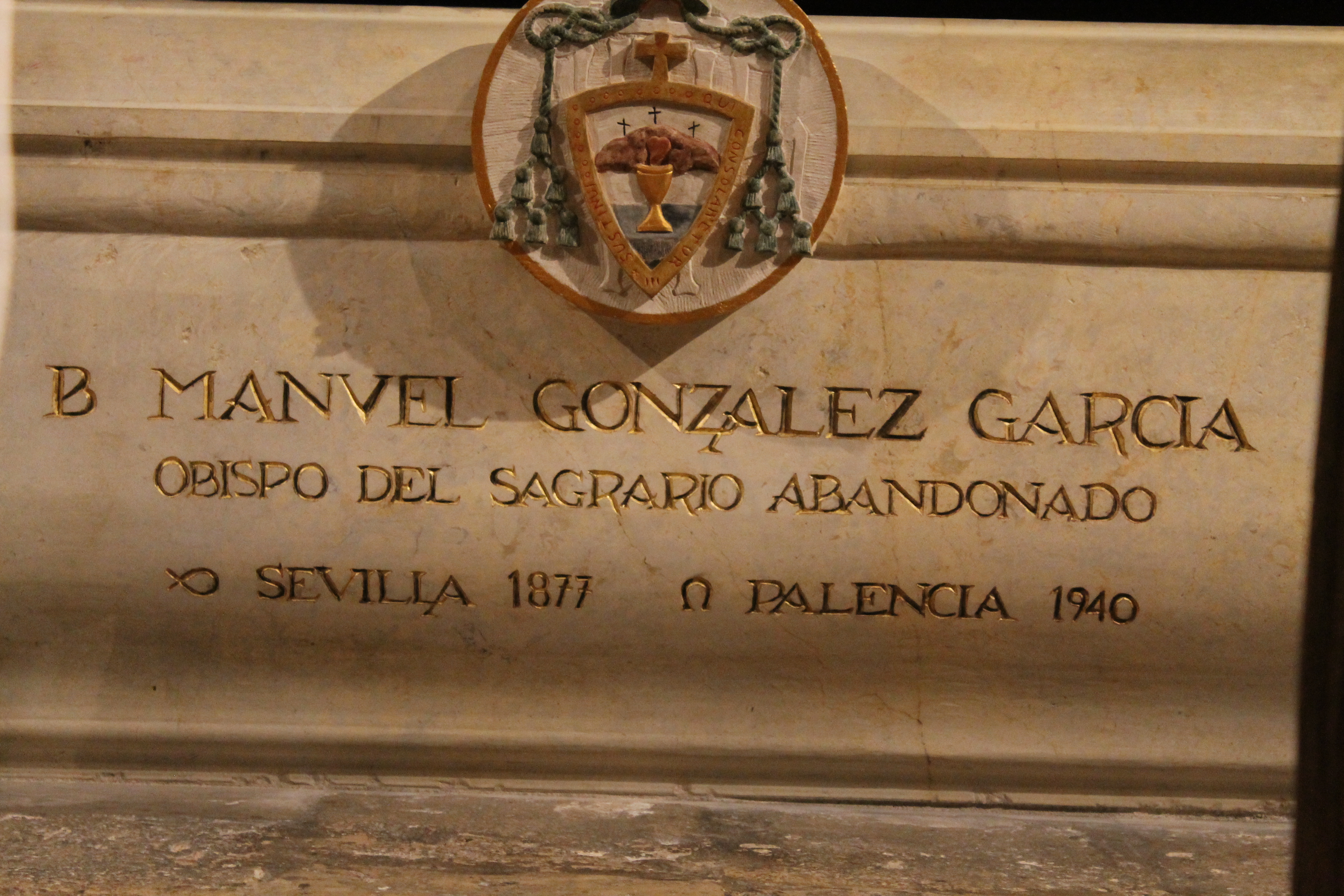
Гробница Гонсалеса Гарсии в Паленсийском соборе.

Гонсалес Гарсиа заболел в 1939 году во время визита в Сарагосу, после чего его перевели в Мадрид для лечения. Умер в 4 января 1940 году в больнице и был похоронен в Паленсийском соборе.

## Почитание
Процесс канонизации был начат в Испании 31 июля 1981 года, когда папа Иоанн Павел II объявил его слогой Божьим. 6 апреля 1998 года Иоанн Павел II присвоил ему титул досточтимого, и уже 29 апреля 2001 года причислил к лику блаженных. Папа Франциск причислил Гонсалеса Гарсию к лику святых 16 октября 1916 года на площади Святого Петра.
День памяти — 4 января.